# 禪宗勝者
禪宗勝者（日语：ゼンノエルシド），是愛爾蘭出生的日本純種競賽馬匹。生涯活躍於一哩賽事，曾勝出2001年一哩冠軍賽。

## 出賽前
1997年3月26日出身於愛爾蘭Orpendale，成長途中被馬主大迫忍購入並引入日本。
其後交由美浦訓練中心練馬師藤澤和雄訓練。

## 競賽生涯

### 3歲（現2歲）
1999年10月10日出戰東京競馬場3歲新馬戰，雖然賽前於沙圈一度因狀態亢奮而有陰莖勃起的表現，但於比賽途中回復冷靜並輕鬆取得首勝。 
其後出戰銀杏錦標，但於其中未能發揮表現，最終僅獲得第六的戰績。

### 4歲（現3歲）
2000年年初稍作休養後出戰衆多條件戰，並於其中勝出兩場賽事。

### 4歲[a]
2001年年初越級挑戰東京新聞盃以第八落敗後，返回條件戰級別的賽事打拼，並於8月勝出摩周湖特別。
9月9日再度越級挑戰京成盃秋季讓賽，比賽途中一直保持於先頭位置穩步推進，進入直路後進一步加速拋離後方賽駒，最終以4馬位優勢贏過第二的勇敢基斯取得首個分級賽冠軍，更以1分31.5秒的完賽時間打破日本草地1600米紀錄。。
其後出戰短途馬錦標，然而直路未能保持速度下大幅失速，最終以第十大敗。
11月18日出戰一哩冠軍賽，受到短途馬錦標失利的影響落後大德之都、榮進寶蹄及多樂星取得第四人氣。比賽開始後，其以積極的戰略迅速搶佔位置，並選擇於領放馬勇敢基斯後方推進。進入直路後，其隨即展現優秀的反應響應騎師柏兆雷的指揮進行加速，成功超越失速的勇敢基斯取得領先後繼續保持速度，最終以3/4馬位優勢壓贏後方追擊而至的榮進寶蹄取得首個一及賽冠軍。
其後陣營安排其遠征香港出戰香港一哩錦標，但未能交出水準下最終以包尾第十四大敗。

### 5歲
2002年繼續出戰衆多分級賽，但於其中不但無法掄元，所有賽事僅未能跑出五名之內的入板戰績，最佳戰績爲於京王盃春季盃取得第八。
11月出戰一哩冠軍賽取得第十四後，陣營決定安排其退役。

### 詳細賽績
| 日期       | 舉辦國家/地區 | 馬場 | 距離   | 級別 | 賽事名稱       | 負重 | 騎師     | 馬號 | 出馬 | 名次 | 時間   | 頭馬（二馬）         |
| ---------- | ------------- | ---- | ------ | ---- | -------------- | ---- | -------- | ---- | ---- | ---- | ------ | -------------------- |
| 10/10/1999 | 日本          | 東京 | 草1800 |      | 3歲新馬        | 53   | 岡部幸雄 | 10   | 10   | 1    | 1:49.9 | （Yuwa Caesar）      |
| 31/10/1999 | 日本          | 東京 | 草1600 | OP   | 銀杏錦標       | 53   | 岡部幸雄 | 6    | 8    | 6    | 1:36.2 | Machikane Hokushin   |
| 13/5/2000  | 日本          | 東京 | 草1800 |      | 夏木立賞       | 55   | 岡部幸雄 | 10   | 14   | 1    | 1:49.0 | （Sekisan Danehill） |
| 8/7/2000   | 日本          | 函館 | 草2000 |      | STV盃          | 54   | 岡部幸雄 | 8    | 12   | 5    | 2:03.0 | Culiminare           |
| 29/7/2000  | 日本          | 函館 | 草1800 |      | 洞爺湖特別     | 54   | 横山典弘 | 6    | 12   | 1    | 1:49.3 | （Nishiki Okan）     |
| 12/12/2000 | 日本          | 中山 | 草1800 |      | 聖誕盃         | 55   | 岡部幸雄 | 7    | 13   | 3    | 1:49.0 | Little Dancer        |
| 30/1/2001  | 日本          | 東京 | 草1600 | GIII | 東京新聞盃     | 53   | 岡部幸雄 | 12   | 13   | 8    | 1:35.2 | Checkmate            |
| 29/4/2001  | 日本          | 京都 | 草1600 |      | 朱雀錦標       | 56   | 横山典弘 | 6    | 14   | 2    | 1:33.5 | Sky and Ryu          |
| 13/5/2001  | 日本          | 京都 | 草1800 |      | 下鴨錦標       | 56   | 戴崇謀   | 10   | 13   | 4    | 1:45.3 | Maruka Candy         |
| 5/8/2001   | 日本          | 札幌 | 草1500 |      | 摩周湖特別     | 57   | 横山典弘 | 6    | 12   | 1    | 1:28.0 | （Grass Venture）    |
| 9/9/2001   | 日本          | 中山 | 草1600 | GIII | 京成盃秋季讓賽 | 53   | 横山典弘 | 5    | 11   | 1    | 1:31.5 | （勇敢基斯）         |
| 30/9/2001  | 日本          | 中山 | 草1200 | GI   | 短途馬錦標     | 57   | 横山典弘 | 6    | 12   | 10   | 1:07.5 | 多樂星               |
| 18/11/2001 | 日本          | 京都 | 草1600 | GI   | 一哩冠軍賽事   | 57   | 柏兆雷   | 14   | 18   | 1    | 1:33.2 | （榮進寶蹄）         |
| 16/12/2001 | 香港          | 沙田 | 草1600 | GI   | 香港一哩錦標   | 57   | 柏兆雷   | 13   | 14   | 14   | 1:36.9 | 榮進寶蹄             |
| 12/5/2001  | 日本          | 東京 | 草1400 | GII  | 京王盃春季盃   | 59   | 横山典弘 | 6    | 18   | 8    | 1:20.8 | 機會之神             |
| 2/6/2001   | 日本          | 東京 | 草1600 | GI   | 安田紀念       | 58   | 横山典弘 | 12   | 18   | 18   | 1:35.1 | 喜高善               |
| 26/10/2001 | 日本          | 京都 | 草1400 | GII  | 天鵝錦標       | 59   | 柏兆雷   | 3    | 18   | 16   | 1:22.4 | 湘南之戰             |
| 17/11/2001 | 日本          | 京都 | 草1600 | GI   | 一哩冠軍賽     | 57   | 柏兆雷   | 11   | 18   | 14   | 1:33.5 | 東海角               |

a 由2001年開始，日本跟隨國際馬齡顯示標準，以實歲標記馬匹

## 退役後
退役後，禪宗勝者成爲了配種馬，於北海道靜內町（今新日高町）Arrow Stud休養，在2002年進行配種，首批子嗣於2003年出生。首批子嗣可於2005年出賽。2007年10月20日，盛高在富士錦標取勝，成為首匹勝出分級賽的子嗣。
2006年其被轉移至北海道新冠町大紅牧場，2008年再度被轉移至青森縣八戶市山內牧場。
2013年其返回Arrow Stud，2014年前往北海道新冠町村上欽哉牧場牧場繼續進行配種工作。
2014年配種季過後由配種馬退役，繼續於村上欽哉牧場以功勞馬身份進行養老生活。
2024年9月1日，其於牧場內因衰老以27歲高齡死亡。

### 主要子嗣

#### 分級賽優勝子嗣
2004年生
- 盛高（富士錦標）

## 血統簡介
父系Caerleon爲美國生產的愛爾蘭賽駒，生涯戰績優秀，曾勝出一級賽法國打吡及英國國際錦標。祖父尼真斯基爲加拿大生產的愛爾蘭賽駒，生涯僅得兩敗，曾勝出葉森打吡大賽、愛爾蘭打吡、英皇佐治六世及皇后伊利沙伯錦標及二千堅尼錦標等一級賽，退役後亦爲著名種馬，成功確立獨立的系統。
母系Embla爲英國賽駒，生涯戰績優秀，曾勝出一級賽卓維利園錦標。外祖父Dominion爲英國生產的英國及美國賽駒，生涯戰績不俗，曾勝出三級賽巴祿克讓賽及柏斯錦標，亦於一級賽二千堅尼錦標跑獲季軍。

### 血統表
| 父線：尼真斯基系（北地舞人系）  |                           |                |                   |
| 種馬 Caerleon 1980年（棗色）    | 尼真斯基 1967年（棗色）   | 北地舞人       | 新北區            |
| 種馬 Caerleon 1980年（棗色）    | 尼真斯基 1967年（棗色）   | 北地舞人       | Natalma           |
| 種馬 Caerleon 1980年（棗色）    | 尼真斯基 1967年（棗色）   | Flaming Page   | Bull Page         |
| 種馬 Caerleon 1980年（棗色）    | 尼真斯基 1967年（棗色）   | Flaming Page   | Flaring Top       |
| 種馬 Caerleon 1980年（棗色）    | Foreseer 1969年（深棗色） | 圓桌武士       | Princequillo      |
| 種馬 Caerleon 1980年（棗色）    | Foreseer 1969年（深棗色） | 圓桌武士       | Knight's Daughter |
| 種馬 Caerleon 1980年（棗色）    | Foreseer 1969年（深棗色） | Regal Gleam    | Hail to Reason    |
| 種馬 Caerleon 1980年（棗色）    | Foreseer 1969年（深棗色） | Regal Gleam    | Miz Carol         |
| 繁殖雌馬 Embla 1983年（深棗色） | Dominion 1972年（棗色）   | Derring-Do     | Darius            |
| 繁殖雌馬 Embla 1983年（深棗色） | Dominion 1972年（棗色）   | Derring-Do     | Sipsey Bridge     |
| 繁殖雌馬 Embla 1983年（深棗色） | Dominion 1972年（棗色）   | Picture Palace | Princely Gift     |
| 繁殖雌馬 Embla 1983年（深棗色） | Dominion 1972年（棗色）   | Picture Palace | Palais Glide      |
| 繁殖雌馬 Embla 1983年（深棗色） | Kaftan 1875年（栗色）     | Kashmir        | Tudor Melody      |
| 繁殖雌馬 Embla 1983年（深棗色） | Kaftan 1875年（栗色）     | Kashmir        | Queen of Speed    |
| 繁殖雌馬 Embla 1983年（深棗色） | Kaftan 1875年（栗色）     | Blessed Again  | Ballymoss         |
| 繁殖雌馬 Embla 1983年（深棗色） | Kaftan 1875年（栗色）     | Blessed Again  | No Saint          |
| 雌系：號族：16-g                |                           |                |                   |
| 五代內近親交配：無              |                           |                |                   |

## 命名由來
名字中，Zenno（ゼンノ）是馬主大迫忍的冠名，出自其所經營的地圖資訊公司善鄰之名字的變體；El Cid（エルシド）出自西班牙民族英雄熙德的名字，香港則將冠名部分取音譯，而後半部分取意譯，翻譯为「禪宗勝者」。

## 外部連結
- 禪宗勝者 netkeiba.com （页面存档备份，存于）
- 血統表 （页面存档备份，存于）